# 氷川きよし・演歌名曲コレクション7〜あばよ・きよしのソーラン節〜
『氷川きよし・演歌名曲コレクション7〜あばよ・きよしのソーラン節〜』は、日本の演歌歌手氷川きよしのアルバムである。2007年9月19日発売。発売元はコロムビアミュージックエンタテインメント。

## 概要
- 初回生産分のみ特製ステッカーが封入

## 収録曲

### ディスク1
1. あばよ　[5:32]
作詩：松井由利夫
作曲：杜奏太朗
編曲：伊戸のりお
2. 扇　[4:46]
作詩：かず翼
作曲：大谷明裕
編曲：竜崎孝路
3. きよしの一心太助　[3:23]
作詞：下地亜記子
作曲：杜奏太朗
編曲：伊戸のりお
4. 希望という名の最終列車　[3:37]
作詩：松井由利夫
作曲：水森英夫
編曲：伊戸のりお
5. 玄武　[5:07]
作詞：麻こよみ
作曲：杜奏太朗
編曲：伊戸のりお
6. 朝顔日記　[4:01]
作詩：仁井谷俊也
作曲：大谷明裕
編曲：竜崎孝路
7. 陽春　[4:35]
作詩：麻こよみ
作曲：杜奏太朗
編曲：伊戸のりお
8. きよしのソーラン節　[4:12]
作詩：松井由利夫
作曲：水森英夫
編曲：伊戸のりお
9. あばよ・アルバムバージョン　[5:10]
作詩：松井由利夫
作曲：杜奏太朗
編曲：伊戸のりお

### ディスク2
1. 憧れのハワイ航路　[3:09]
作詩：石本美由起
作曲：江口夜詩
編曲：石倉重信
オリジナル歌唱：岡晴夫
2. 若いお巡りさん　[2:30]
作詩：井田誠一
作曲：利根一郎
編曲：石倉重信
オリジナル歌唱：曽根史朗
3. 皆の衆　[3:08]
作詩：関沢新一
作曲：市川昭介
編曲：石倉重信
オリジナル歌唱：村田英雄
4. 長崎の鐘　[3:35]
作詩：サトウハチロー
作曲：古関裕而
編曲：石倉重信
オリジナル歌唱：藤山一郎
5. かえり船　[3:38]
作詩：清水みのる
作曲：倉若晴生
編曲：石倉重信
オリジナル歌唱：田端義夫
6. 東京の屋根の下　[3:09]
作詩：佐伯孝夫
作曲：服部良一
編曲：石倉重信
オリジナル歌唱：灰田勝彦
7. 旅の夜風　[3:30]
作詩：西條八十
作曲：万城目正
編曲：石倉重信
オリジナル歌唱：霧島昇、ミス・コロムビア
8. 黄昏のビギン　[2:54]
作詩：永六輔
作曲：中村八大
編曲：石倉重信
オリジナル歌唱：水原弘
9. 夜霧のブルース　[3:30]
作詩：島田磬也
作曲：大久保徳二郎
編曲：石倉重信
オリジナル歌唱：ディック・ミネ
10. 大利根無情　[3:36]
作詩：猪又良
作曲：長津義司
編曲：石倉重信
オリジナル歌唱：三波春夫